# القاهرة (نبراسكا)
القاهرة (بالإنجليزية: Cairo, Nebraska)‏ هي منطقة سكنية تقع في الولايات المتحدة في مقاطعة هال، نبراسكا. يقدر عدد سكانها بـ 785 نسمة ومساحتها 1.99 كم2 وترتفع عن سطح البحر 595 متر.

## التركيبة السكانية
قام مكتب تعداد الولايات المتحدة بتحديد بيانات التركيبة السكانية للقاهرة في تعداد الولايات المتحدة. في ما يلي، التركيبة السكانية حسب تعدادي 2000 و2010.

### تعداد عام 2000
بلغ عدد سكان القاهرة 790 نسمة بحسب تعداد عام 2000، وبلغ عدد الأسر 295 أسرة وعدد العائلات 218 عائلة مقيمة في القرية. في حين سجلت الكثافة السكانية 1,467.0 نسمة لكل ميل مربع (566.4/كم2). وبلغ عدد الوحدات السكنية 316 وحدة بمتوسط كثافة قدره 586.8 نسمة لكل ميل مربع (226.6/كم2).
وتوزع التركيب العرقي للقرية بنسبة 98.73% من البيض و 0.63% من عرقين مختلطين أو أكثر.
بلغ عدد الأسر 295 أسرة كانت نسبة 40.0% منها لديها أطفال تحت سن الثامنة عشر تعيش معهم، وبلغت نسبة الأزواج القاطنين مع بعضهم البعض 64.7% من أصل المجموع الكلي للأسر، ونسبة 7.1% من الأسر كان لديها معيلات من الإناث دون وجود شريك، وكانت نسبة 26.1% من غير العائلات. تألفت نسبة 22.7% من أصل جميع الأسر من أفراد ونسبة 14.2% كانوا يعيش معهم شخص وحيد يبلغ من العمر 65 عاماً فما فوق. وبلغ متوسط حجم الأسرة المعيشية 3.14، أما متوسط حجم العائلات فبلغ 2.68.
بلغ العمر الوسطي للسكان 36 عاماً. وكانت نسبة 30.0% من القاطنين تحت سن الثامنة عشر، وكانت نسبة 8.6% بين الثامنة عشر والأربعة وعشرون عاماً، ونسبة 26.7% كانت واقعةً في الفئة العمرية ما بين الخامسة والعشرون حتى والأربعة وأربعون عاماً، ونسبة 20.4% كانت ما بين الخامسة والأربعون حتى الرابعة والستون، ونسبة 14.3% كانت ضمن فئة الخامسة والستون عاماً فما فوق. يوجد لكل 100 أنثى 90.8 ذكر، ويوجد لكل 100 أنثى في الثامنة عشر من عمرها فما فوق 88.7 ذكر.
بلغ متوسط دخل الأسرة في القرية 35,500 دولار، أما متوسط دخل العائلة فبلغ 43,854 دولار. وكان متوسط دخل الذكور 27,400 دولار مقابل 19,792 دولار للإناث. وسجل دخل الفرد الخاص بالقرية 15,938 دولار. وكانت نسبة 8.5% من العائلات ونسبة 10.8% من السكان تحت خط الفقر، وكان من هؤلاء نسبة 12.8% تحت سن الثامنة عشر ونسبة 20.4% في الخامسة والستين من العمر وما فوق.

### تعداد عام 2010
بلغ عدد سكان القاهرة 785 نسمة بحسب تعداد عام 2010، وبلغ عدد الأسر 308 أسرة وعدد العائلات 225 عائلة مقيمة في القرية. في حين سجلت الكثافة السكانية 1,019.5 نسمة لكل ميل مربع (393.6/كم2). وبلغ عدد الوحدات السكنية 337 وحدة بمتوسط كثافة قدره 437.7 لكل ميل مربع (169.0/كم2).
وتوزع التركيب العرقي للقرية بنسبة 96.8% من البيض و 0.3% من الأمريكيين الأصليين و 0.4% من الأمريكيين الأفارقة و 1.0% من عرقين مختلطين أو أكثر.
بلغ عدد الأسر 308 أسرة كانت نسبة 33.4% منها لديها أطفال تحت سن الثامنة عشر تعيش معهم، وبلغت نسبة الأزواج القاطنين مع بعضهم البعض 61.7% من أصل المجموع الكلي للأسر، ونسبة 7.5% من الأسر كان لديها معيلات من الإناث دون وجود شريك، بينما كانت نسبة 3.9% من الأسر لديها معيلون من الذكور دون وجود شريكة وكانت نسبة 26.9% من غير العائلات. وبلغ متوسط حجم الأسرة المعيشية 3.04، أما متوسط حجم العائلات فبلغ 2.55.
بلغ العمر الوسطي للسكان 36.9 عاماً. وكانت نسبة 27.8% من القاطنين تحت سن الثامنة عشر، وكانت نسبة 6.7% بين الثامنة عشر والأربعة وعشرون عاماً، ونسبة 25.4% كانت واقعةً في الفئة العمرية ما بين الخامسة والعشرون حتى والأربعة وأربعون عاماً، ونسبة 25.6% كانت ما بين الخامسة والأربعون حتى الرابعة والستون، ونسبة 14.5% كانت ضمن فئة الخامسة والستون عاماً فما فوق. وتوزع التركيب الجنسي للسكان بنسبة 49.8% ذكور و50.2% إناث.